# Stone (Alice in Chains)
Stone è un singolo del gruppo rock statunitense Alice in Chains pubblicato nel 2013, secondo estratto dall'album The Devil Put Dinosaurs Here (2013).

## Tracce
CD e download digitale
1. Stone – 4:24

## Formazione
- Jerry Cantrell – voce, chitarra
- William DuVall – seconda voce, chitarra ritmica
- Sean Kinney – batteria
- Mike Inez – basso